# عفو بین‌الملل

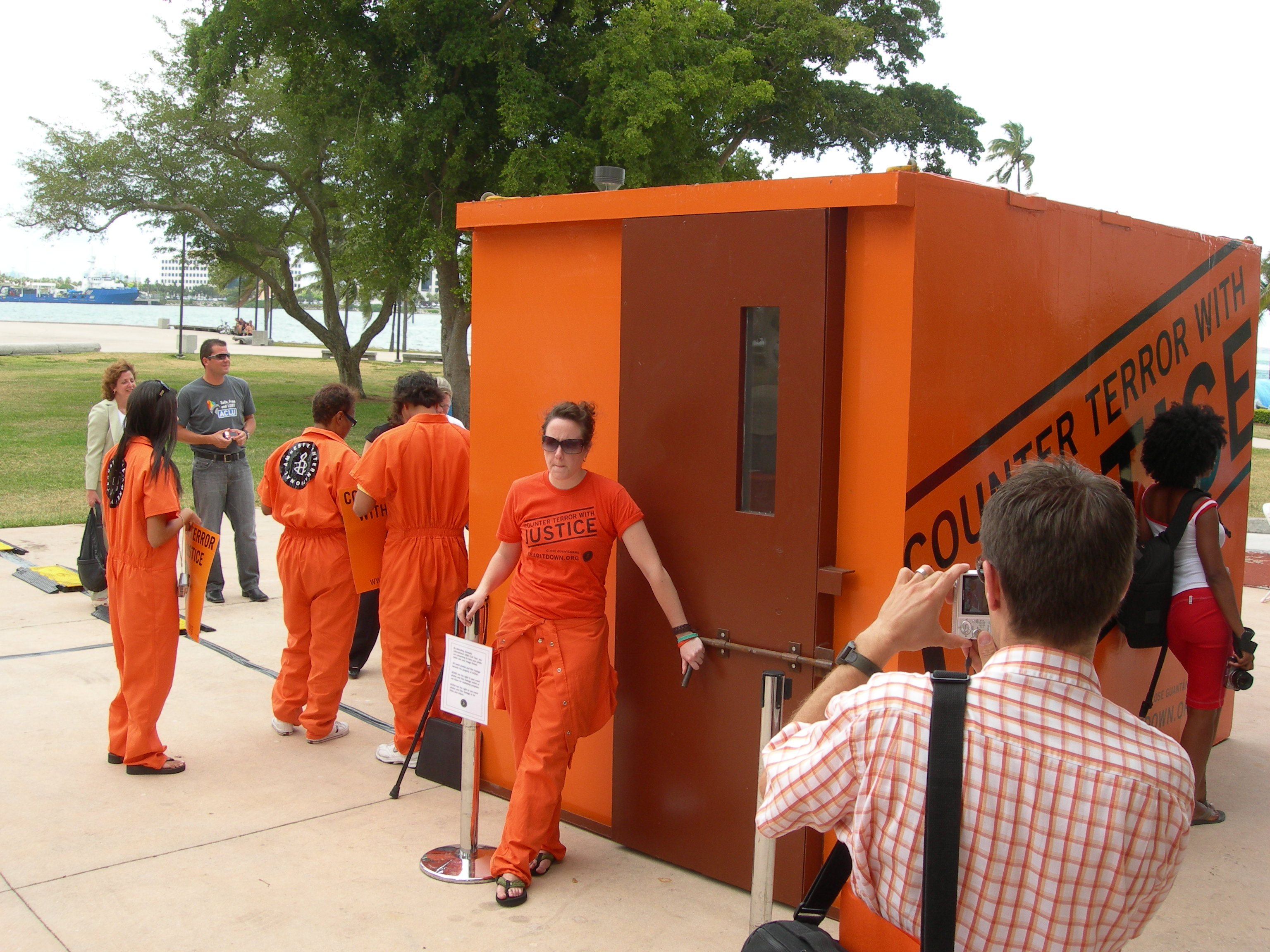
اعتراض گروهی از فعالان حقوق بشر عضو سازمان عفو بین‌الملل در شهر میامی، فلوریدا به وضعیت زندگی زندانیان در بازداشتگاه گوانتانامو.

عفو بین‌الملل (به انگلیسی: Amnesty International) سازمانی غیردولتی است که با داشتن بیش از ۱۰ میلیون عضو در زمینهٔ حمایت از حقوق بشر فعالیت می‌کند. هدف‌گذاری این بنیاد غیردولتی این است که بتواند با پژوهش و فعالیت در زمینهٔ حقوق بشر، از پایمال شدن حقوق انسان‌ها در سراسر دنیا جلوگیری کرده و در نهایت، خواستار برقراری عدالت در مورد افرادی که حقوق ایشان به هر نحوی پایمال گردیده می‌باشد.
عفو بین‌الملل در سال ۱۹۶۱ و با تأثیرپذیری مستقیم از مقالهٔ زندانیان فراموش‌شده که در مجلهٔ آبزرور توسط پیتر بننسون نوشته شد در لندن تأسیس گردید. این ارگان سعی دارد تا با متوجه کردن افراد به مسائل حقوق بشر و استانداردهای جهانی تا حد ممکن فشار را بر دولت‌هایی که اجازهٔ سوءاستفاده در کشور خود را می‌دهند افزایش دهد. این ارگان دارندهٔ جایزه صلح نوبل در سال ۱۹۷۷ جهت مبارزه با شکنجه در دنیا و همچنین دارندهٔ جایزه سازمان ملل متحد در زمینه حقوق بشر می‌باشد. این ارگان طولانی‌ترین پشتوانهٔ تاریخی را در زمینهٔ حمایت از حقوق بشر در دنیا داراست و بسیاری بر این باورند که این ارگان، استانداردهای لازم را برای جنبش حقوق بشر به‌وجود آورده‌است.

## تاریخچه

### دههٔ ۱۹۶۰
عفو بین‌الملل در سال ۱۹۶۱ توسط وکیلی به نام پیتر بننسون تأسیس گردید. به گفتهٔ وی وقتی در تاریخ ۱۹ نوامبر سال ۱۹۶۰ در حال گذر از متروی لندن بود مقاله‌ای در روزنامه می‌خواند در مورد دو جوان که در شهر کویمبرای پرتغال به هفت سال زندان محکوم شده بودند، به دلیل نوشیدن مشروب به سلامتی آزادی؛ اما جالب آن‌که محققان هیچ‌گاه روزنامهٔ مورد اشاره را پیدا نکردند. در سال ۱۹۶۰ کشور پرتغال توسط دولت استادو نوو به نخست‌وزیری آنتونیو ده الیویرا سالازار هدایت می‌شد؛ حکومتی دیکتاتوری که به‌طور ویژه دشمنی خاصی با گروهای ضدکمونیسم داشت و آنان را به‌عنوان دشمنان پرتغالی‌ها در نظر می‌گرفت. پیتر بننسون در مقالهٔ خود با نام زندانیان فراموش‌شده واکنش خود را این‌گونه بیان می‌کند: «روزنامهٔ خود را در هر روزی از هفته باز کنید. حتماً در قسمتی از آن خبری از فردی در جایی خواهید یافت که به‌دلیل آن‌که دولت با نظر وی مخالف است دچار شکنجه شده‌است یا به زندان افتاده یا حتی اعدام گردیده‌است. در آن لحظه، خوانندهٔ روزنامه دچار حالتی از خشم نسبت به این اتفاقات می‌شود. حال اگر این حالت افراد را بتوان به نوعی در یک‌جا جمع و ساماندهی کرد، آن‌گاه می‌توان امیدوار بود که اتفاقات مؤثری در این زمینه به‌وقوع بپیوندد».
پیتر با دوست خود اریک بیکر کار می‌کرد. اریک بیکر عضو گروه کوئیکرها بود که کمپین مبارزه برای خلع سلاح‌های هسته‌ای را از نظر مالی حمایت می‌کرد. او همچنین به‌عنوان دبیر گروه ناظر اجتماعی و صلح کوئیکر فعالیت می‌کرد. پیتر در خاطرات خود از وی به‌عنوان «شریک در راه شروع یک پروژه» نام می‌برد. در نهایت پیتر به کمک دیگر نویسندگان و دانشگاهیان و وکلا به خصوص الک دیگز مقاله‌ای را برای ویرایشگر روزنامهٔ آبزرور فرستاد و او هم مقاله را در تاریخ ۲۸ مه ۱۹۶۱ با نام زندانیان فراموش‌شده در آن روزنامه به چاپ رساند. این مقاله توجه خوانندگان خود را به کسانی که به دلیل داشتن اعتقاد شخصی یا باوری مذهبی که مورد تأیید حکومت نبوده‌است به زندان افتاده، شکنجه شده و حتی اعدام گردیده‌اند، جلب می‌کند یا به بیانی دیگر، زیر پا گذاشتن بندهای ۱۸ و ۱۹ اعلامیه جهانی حقوق بشر توسط دولت‌های جهان را به خوانندگان خود گوشزد می‌کند. در این مقاله از گسترهٔ زیر پا گذاشتن حقوق بشر توسط دولت‌ها در زمینه‌های متفاوت از جمله حق داشتن روزنامه‌های آزاد٫ حق داشتن اعتقادات سیاسی مخالف با نظام حاکم، حق داشتن محاکمه در دادگاه عمومی و حق داشتن امنیت در کشور، بحث به میان می‌آید. در این مقاله از پایه‌گذاری سازمان عفو بین‌الملل در راستای جلب نظر عموم مردم و با هدف حمایت از حقوق افرادی که بنِنسون از آنان به عنوان زندانیان عقیدتی نام می‌برد صحبت به میان می‌آید. این نوشتار، دوباره توسط تعداد زیادی از روزنامه‌ها به چاپ رسید. در همان سال پیتر کتابی را با عنوان شکنجه ۱۹۶۱ (Persecution 1961) به چاپ رساند که در آن تحقیقات پیتر و بکر از ۹ زندانی به نام‌های آگوستینیو نتو، پاتریک دانکن، اولگا ایوینسکایا، لوئیس تاروک، کنستانتین نویکا، آنتونیو آمات و هو فنگ، به همراه جزئیات وقایع، نوشته شده‌است. در ژوئیهٔ سال ۱۹۶۱ دبیر این سازمان تصمیم گرفت تا این استیناف را به یک ارگان دائمی تبدیل کند که نخستین جلسهٔ این سازمان نیز در همان سال و در شهر لندن برگزار گردید. بنِنسون ضمانت داد که این ارگان هر ۳ گروه سیاسی را نمایندگی خواهد کرد و همچنین نمایندگانی از مجلس با گرایش به حزب کارگر بریتانیا٫حزب محافظه‌کار بریتانیا و حزب لیبرال بریتانیا در لیست اعضای این سازمان قرار داده شدند. در تاریخ ۳۰ سپتامبر سال ۱۹۶۲ این ارگان رسماً نام خود را به سازمان عفو بین‌الملل تغییر داد. در سال‌های ۱۹۶۱ و ۱۹۶۲ این ارگان تنها با نام «عفو» شناخته می‌شد.
حال چیزی که به‌عنوان یک استیناف در یک روزنامه مطرح گردیده بود، تبدیل به ارگانی بین‌المللی شده و از افرادی که به‌دلیل ارائهٔ باورها و عقاید خودشان به‌صورت مسالمت‌آمیز به زندان محکوم شده بودند حمایت می‌کند و سعی بر آن دارد تا از مواد ۱۸ و ۱۹ اعلامیه جهانی حقوق بشر تا حد امکان حمایت به عمل بیاورد. از همان ابتدا، تحقیق و اجرای کمپین‌های مختلف در این سازمان نقشی اساسی داشت. کتابخانه‌ای نیز جهت نگهداری اطلاعات کسانی که به دلایل غیرقابل قبول به زندان افتاده‌اند ساخته شد و نیز شبکه‌ای از گروه‌هایی که به نام گروه‌های درختی (به انگلیسی: 'THREES' groups) شناخته می‌شدند شروع به کار کردند. هر کدام از این گروه‌ها ۳ زندانی را نمایندگی می‌کردند که هر کدام از آن‌ها خود نیز نمایندهٔ یکی از ایدئولوژی‌های کاپیتالیست، کمونیست و در حال توسعه بودند.
با رسیدن به میانه‌های دههٔ ۱۹۶۰ حضور عفو بین‌الملل در دنیا هر روز بیشتر و بیشتر می‌شد و در نتیجه قسمت‌های جدیدی با نام گروه بین‌الملل و منشی بین‌الملل نیز شروع به کار کردند. وظیفهٔ این قسمت‌های جدید در سازمان عفو بین‌الملل مدیریت ارگان‌های درون‌مرزی این سازمان است که در زبان انگلیسی به آن "Sections" گفته می‌شود و هم‌اکنون در بسیاری از کشورهای دنیا مشغول به فعالیت هستند. این ارگان، به‌طور آهسته به اجماعی در مورد قوانین و تکنیک‌های خود می‌رسید. برای نمونه می‌شود از زندانی‌هایی که خشونت در مبارزات را حمایت می‌کردند همچون نلسون ماندلا نام برد که به‌صورتی نانوشته در این سازمان به این نتیجه رسیده شد که نمی‌توان نام زندانی عقیدتی را بر این افراد گذاشت. جدا از کتابخانهٔ این سازمان و گروه‌های درختی، فعالیت‌های عفو بین‌الملل گسترده‌تر گردیده و امروزه این گروه تلاش زیادی در زمینهٔ حمایت از خانواده‌های زندانیان، فرستادن اعضا جهت مشاهدهٔ محاکمه‌های عمومی، ارائهٔ نماینده به دولت‌ها و در آخر پیدا کردن منطقه‌ای امن و شغل مناسب برای زندانی‌های عقیدتی در کشورهای دیگر، انجام می‌دهد. قدرت نفوذ این سازمان هر روز رو به افزایش است تا جایی که عفو بین‌الملل در بسیاری از کشورهای دنیا حتی نفوذ خود را در ارگان‌های دولتی نیز نشان داده‌است. این ارگان، پیش از پایان دههٔ ۱۹۶۰ به‌عنوان مشاور ارشد سازمان ملل متحد٫ شورای اروپا و سازمان یونسکو شناخته شد.

### دههٔ ۱۹۷۰
شخصیت‌های اصلی که در دههٔ ۱۹۷۰ سازمان را هدایت می‌کردند شان مک‌براید و مارتین انالز بودند. در این دوره این سازمان نه تنها به فعالیت‌های خود در حمایت از زندانی‌های عقیدتی ادامه می‌داد بلکه فعالیت‌های این سازمان گسترده‌تر گردید و تلاش در برگزاری دادگاه‌های منصفانه برای افراد و همچنین جلوگیری از زندانی شدن افراد بدون برگزاری دادگاه نیز جزو وظیفه‌های این گروه قرار گرفت. (مادهٔ ۹ اعلامیه جهانی حقوق بشر) همچنین این سازمان به‌طور خاص بر روی مبارزه با شکنجهٔ افراد در زندان، فعالیت‌هایی جدی می‌کرد (ماده ۵ اعلامیه جهانی حقوق بشر). عفو بین‌الملل باور داشت، دلایلی که دولت‌ها زندانی‌ها را شکنجه می‌کنند، این است که یا می‌خواهند از زندانی مورد نظر اطلاعات خاصی را به‌دست بیاورند یا می‌خواهند گروه سیاسی مقابل خود را توسط ترور از میدان خارج کنند یا هردو. نکتهٔ مهم دیگر برای این سازمان، صادرات انواع دانش و ادوات شکنجه به دیگر کشورهای دنیا بود و به خصوص آموزش این‌گونه شیوه‌های شکنجه توسط قدرت‌های بزرگ دنیا به دولت‌هایی که زیر نظر آن‌ها کار می‌کنند. برای نمونه می‌توان ایالات متحده آمریکا را مثال زد که از سازمان اطلاعات مرکزی (سیا) برای رسیدن به این مقصود استفاده می‌کند.
عفو بین‌الملل گزارش‌های زیادی را از تمامی کشورهایی که در آن دولت‌های مطبوعه از شکنجه استفاده می‌کردند جمع‌آوری و سمینار بین‌المللی را در مورد شکنجه برگزار کرد. دلیل برگزاری این سمینار متوجه کردن نظر جوامع و مردم کشورهای متفاوت بود تا از این طریق با برگزاری کمپین‌های لغو شکنجه، فشار خود را بر دولت‌ها بیشتر کند. این کمپین‌ها سال‌ها به‌طور مستمر اجرا گردید.
اعضای این سازمان از ۱۵٫۰۰۰ نفر در سال ۱۹۶۹ به ۲۰۰٬۰۰۰ نفر در سال ۱۹۷۹ افزایش یافت. افزایش اعضای عفو بین‌الملل در این ۱۰ سال باعث شد تا فعالیت‌های این سازمان نیز گسترده‌تر شود و تنها محدود به افراد داخل زندان نگردد، بلکه به فعالیت‌های خارج از دیوارهای زندان مانند سر به نیست کردن افراد، حکم اعدام و همچنین حق پناهندگی نیز بپردازد. نخستین شیوه‌ای که این سازمان در پیش گرفت به‌نام "اقدام فوری" این بود تا اعضای این سازمان شروع به اقداماتی عملی بکنند. نخستین مورد نیز در تاریخ ۱۹ مارس ۱۹۷۳ در راستای دستگیری "Luiz Basilio Rossi" استاد دانشگاه برزیلی توسط دولت این کشور اتفاق افتاد. این سازمان در سطوح بین-دولتی نیز فعالیت‌های خود را پیگیری کرده‌است. عفو بین‌الملل درخواست خود را به سازمان ملل متحد جهت به تصویب رساندن استانداردهای اولیه در زمینهٔ حقوق زندانیان و همچنین پیگیری کنوانسیون‌های بشردوستانه موجود، در راستای محفوظ نگه داشتن ۲ مصوبهٔ میثاق بین‌المللی حقوق مدنی و سیاسی ارائه کرد و موفق به دریافت منشورها و مصوبات جدیدی برای جلوگیری از بدرفتاری با زندانیان گردید. عفو بین‌الملل همچنین در ۱۹۷۲، به‌عنوان مشاور کمیسیون بین‌المللی آمریکایی حقوق بشر معرفی گردید.
در سال ۱۹۷۶ سازمان عفو بین‌الملل شروع به برگزاری برنامه‌هایی متفاوت جهت جمع‌آوری کمک‌های مالی کرد که در ادامه با عنوان تخم‌های مخفی یک پلیس (به انگلیسی: The Secret Policeman's Balls معروف شد. این برنامه‌ها ابتدا در شهر لندن و با محتوای طنز برگزار گردید که روزنامهٔ دیلی تلگراف عنوان "the crème de la crème of the British comedy world" را برای آن برگزید. این برنامه‌ها ابتدا با هنرنمایی‌های گروه مانتی پایتان شروع شد، اما در ادامه بسیاری از چهره‌های موسیقی راک آن زمان نیز به اجرا در این برنامه پرداختند. این برنامه توسط یکی از اعضای گروه مانتی پایتان به نام جان کلیز، تهیه و با همکاری مدیر اجرایی سرگرمی‌ها مارتین لوئیس و زیر نظر یکی از اعضای عفو بین‌الملل پیتر لاف (معاون مدیرکل عفو بین‌الملل ۱۹۷۴–۱۹۷۸) و با کمک مسئول جمع‌آوری مالی سازمان، پیتر والکر اجرا گردید. کلیز، لاف و والکر در ۲ اجرای اول در سال‌های ۱۹۷۶ و ۱۹۷۸ با هم به همکاری پرداختند. کلیز، لوئیس و والکر در سال‌های ۱۹۷۹ و ۱۹۸۱ با هم به همکاری پرداختند و این برنامه توسط دیلی تلگراف به عنوان تکراری بی‌نظیر از برنامهٔ «تخم‌های مخفی یک پلیس» معرفی گردید.
در سال ۱۹۷۷ این سازمان افتخار دریافت جایزه صلح نوبل برای فعالیت‌های خود علیه شکنجه و در سال ۱۹۷۸ نیز افتخار دریافت جایزه سازمان ملل متحد در زمینه حقوق بشر را به‌خود اختصاص داد.

### دههٔ ۱۹۸۰
با رسیدن دهه ۸۰ میلادی فعالیت‌های این سازمان انتقاد دولت‌ها را به سمت خود جلب می‌کرد. اتحاد جماهیر شوروی سوسیالیستی سازمان عفو بین‌الملل را متهم به جاسوسی و دولت کشور مراکش نیز این سازمان را به دفاع از افرادی که قانون را زیرپا گذاشته‌اند متهم کردند و دولت آرژانتین انتشار گزارش سالیانه این سازمان را در آن کشور ممنوع اعلام کرد.
این سازمان در ادامه دهه ۸۰ میلادی به فعالیت‌ها خود ضد شکنجه ادامه داده و در راستای حمایت از زندانی‌های عقیدتی فعالیت می‌کرد. در این دوره همچنین مشکلات جدیدی از قبیل اعدام‌های بدون محاکمه، حرکات نظامی، امنیت و انتقال پلیس، کشتارهای سیاسی و ناپدید شدن نیز به دیگر مشکلات اضافه گردید.
در انتهای دهه ۸۰ میلادی افزایش آمار پناهندگان در دنیا به وضوح یکی از نگرانی‌های اصلی عفو بین‌الملل بود. اگر چه دلیل بسیاری از پناهندگان جنگ و قحطی بود، این سازمان در راستای تبعیت از اصولی که بر پایه آن‌ها شروع به کار کرده بود، توجه خود را معطوف به افرادی که به دلایل حقوق بشری مجبور به گریختن از کشور خود شده بودند می‌کرد. این سازمان اعتقاد داشت که به جای تصویب کردن قوانین جدید در راستای محدودیت ورود افرادی که به دنبال امنیت جانی پناهنده می‌شوند، دولت‌ها می‌بایست راهی برای حل مشکل نقض حقوق بشر در کشورهای مختلف پیدا کنند.
به غیر از کمپین این سازمان ضد شکنجه در نیمه اول دهه ۸۰ میلادی، دو فستیوال موسیقی نیز جهت افزایش اطلاعات مردم از وجود سازمان عفو بین‌الملل و اهمیت حقوق بشر در دنیا، به خصوص در میان جوانان آن دوره در انتهای این دهه برگزار گردید. در سال ۱۹۸۶ تور موسیقی با نام توطئه امید (به انگلیسی: A Conspiracy of Hope) که متشکل از ۵ کنسرت در ایالات متحده آمریکا با ۳۰ اجرای عجیب و متفاوت بود در یکی از بزرگ‌ترین استادیوم‌ها و در سال ۱۹۸۸ نیز توری با نام حال نوبت حقوق بشر است به (انگلیسی: !Human Rights Now) و با اجرای حدود ۲۰ کنسرت در ۵ قاره و در مدت ۶ هفته٫ که مصادف بود با چهلمین سالگرد اعلامیه جهانی حقوق بشر برگزار گردید. در هر دوی تورهای اشاره شده جمعی از معروف‌ترین موسیقیدانان آن زمان شرکت داشتند.

### دههٔ ۱۹۹۰
در دههٔ ۱۹۹۰ این سازمان، با مدیریت دبیرکل سنگالی خود پیر زانی به گسترش خود در سطح دنیا ادامه داده و اعضای آن به بیش از ۱ میلیون نفر در ۱۵۰ کشور و ناحیهٔ متفاوت افزایش یافت. این سازمان به فعالیت‌های خود در زمینهٔ مشکلات گستردهٔ جهان ادامه می‌داد. به‌طور مثال گروه‌هایی از آفریقای جنوبی در سال ۱۹۹۲ به این سازمان پیوسته و میزبانی پیر زانی دبیرکل این سازمان را بر عهده گرفتند تا او با حکومت آپارتاید (جدانژادی) وقت ملاقات و فشار خود بر این حکومت را برای تحقیق در مورد اتهامات وارده به پلیس این کشور در زمینهٔ رفتار بد با مردم، توقف فروش سلاح به منطقهٔ دریاچه‌های بزرگ آفریقا و توقف مجازات اعدام افزایش دهد. به‌طور خاص، این سازمان توانست توجه دنیا را به زیر پا گذاشتن حقوق گروه‌های خاص، از جمله پناهندگان٫ اقلیت‌های نژادی/قومی/مذهبی٫ زنان جامعه و افرادی که اعدام یا محکوم به اعدام شده بودند جلب کند. گزارش مجازات اعدام توسط سازمان عفو بین‌الملل با نام «وقتی دولت اقدام به کشتن می‌کند» و کمپین «حقوق بشر حقوق زنان است» از فعالیت‌های این سازمان در این زمینه بود. طی دههٔ ۱۹۹۰ عفو بین‌الملل به‌دلیل مبارزات مسلحانه‌ای که در کشورهای آنگولا٫ تیمور شرقی و همچنین کشورهای حاشیه خلیج فارس و یوگسلاوی سابق می‌شد و در نتیجه منجر به نقض حقوق بشر در این مناطق می‌گردید مجبور به نشان دادن واکنش‌هایی در این زمینه‌ها گردید. این سازمان نسبت به حمله نظامی کشورهای دیگر، موضعی بی‌طرفانه را اتخاذ کرد. این سازمان، استفاده از زور و قدرت حتی از نوع کشندهٔ آن را رد نکرده و هیچ‌گاه از گروه‌های درگیر در آن زمان، درخواستی جهت بر زمین گذاشتن سلاح‌های خود نکرد. در عوض عفو بین‌الملل انگیزهٔ دخالت‌های خارجی و سلیقه‌ای برخورد کردن گروه‌هایی که نیروی نظامی به این کشورها ارسال کردند را که در راستای منافع استراتژیک گروه‌های خارجی درگیر بود مورد سؤال و نقد قرار داد. این سازمان استدلال خود را بر این اساس پایه‌گذاری می‌کند که هر عملی در این راستا باید برای جلوگیری از تبدیل مشکلات حقوق بشری به یک فاجعه باشد و در نهایت هم دخالت و هم کوتاهی کشورهای خارجی، نشان‌دهندهٔ شکست خوردن جامعه جهانی است.
در سال ۱۹۹۵ وقتی سازمان عفو بین‌الملل سعی داشت تا نقش شرکت نفت شل را در اعدام طرفدار محیط زیست و حقوق بشر در کشور نیجریه، کِن سارو ویوا را بر ملا کند متوقف شد. روزنامه‌ها و شرکت‌های تبلیغاتی از پخش تبلیغ‌های این سازمان به‌دلیل این‌که شِل مشتری این شرکت‌ها بود خودداری به عمل آوردند. شرکت نفت شل ادعا می‌کرد که عملیات حفاری نفت بوده‌است که قبلاً حقوق بشر در این کشور را نقض کرده و هیچ راهی برای حمایت از این حقوق در آن‌جا در نظر گرفته نشده‌است. در راستای مبارزه با اقداماتی که عفو بین‌الملل در ضدیت با فعالیت‌های شل انجام می‌داد٫این شرکت نیز سعی داشت تا با کارهای تبلیغاتی پیشرفت زندگی در کشور نیجریه را به فعالیت‌های خود نسبت دهد. سلیل شتی دبیرکل سازمان عفو بین‌الملل در آن زمان در سخنانی به چگونگیِ تقویت تفکر جامعهٔ جهانی توسط رسانه‌های عمومی پرداخت. جیمز م. راسِل نیز عنوان می‌کند که چگونه تلاش و علاقهٔ رسانه‌های خصوصی برای سودآوری در تناقض با تقاضای عفو بین‌الملل برای شنیده شدن از طریق این رسانه‌ها قرار می‌گیرد.
سازمان عفو بین‌الملل فعالیت‌های بسیاری جهت به رسمیت شناخته شدن حقوق بشر در سطح عمومی انجام می‌داد. کمپین «بلند شو و عضو شو» در پنجاهمین سالگرد تصویب اعلامیه جهانی حقوق بشر برگزار گردید که ۱۳ میلیون امضاء در حمایت از این سازمان جمع‌آوری شد و در تاریخ ۱۰ دسامبر ۱۹۹۸ (روز جهانی حقوق بشر) کنسرت Decl در شهر پاریس فرانسه نیز در همین راستا برگزار گردید. در ردهٔ میان–دولتی نیز این سازمان در حمایت از تشکیل کمیساریای عالی حقوق بشر سازمان ملل متحد (در سال ۱۹۹۳ تأسیس شد) و همچنین تأسیس دیوان کیفری بین‌المللی (در سال ۲۰۰۲ تأسیس شد) فعالیت‌های خود را پیگیری می‌کرد.
پس از دستگیری سناتور آگوستو پینوشه، دیکتاتور و رئیس‌جمهور سابق کشور شیلی توسط سرویس پلیس متروپل٫ سازمان عفو بین‌الملل در راستای این‌که وی از رفتن به اسپانیا و محاکمه، گریزان بود وارد کارزار مبارزهٔ پینوشه گردید. لئونارد هافمن(لرد هافمن) رابطهٔ غیرمستقیمی با سازمان عفو بین‌الملل داشت و این رابطه منتهی به یک آزمون مهم برای سیستم قضایی و قوانین بریتانیا گردید. شکایتی از سوی جک استراو وزیر کشور بریتانیا علیه آزادی پینوشه پیش از گرفتن چنین تصمیمی از سوی سیستم قضایی انگلستان صورت گرفت. این شکایت توسط دیوان عالی دادگستری بریتانیا رد و آگوستو پینوشه آزاد و به کشور شیلی برگردانده شد. این حرکت٫ چالشی قانونی به‌شمار آمده و شکایت نسبت به تصمیمی که تا آن زمان گرفته نشده‌است غیرقابل تطبیق با حاکمیت قانون بود و این‌گونه به نظر می‌آمد که دبیر وزارت کشور انگلستان با پیش‌بینی و علم به این‌که این کار چه تبعاتی در پی خواهد داشت، به هر دلیل نامعلومی مرتکب این اشتباه گردید.

### دههٔ ۲۰۰۰
پس از سال ۲۰۰۰ سازمان عفو بین‌الملل دستور کار خود را به مشکلات برآمده از جهانی شدن و واکنش‌هایی که نسبت به حملات ۱۱ سپتامبر انجام می‌شد معطوف گرداند. سیر جهانی شدن، تغییراتی اساسی در سیاست‌های این سازمان ایجاد کرد و باعث شد تا عفو بین‌الملل فعالیت‌های خود در زمینه‌های اقتصادی و حقوق شهروندی و فرهنگی را که در گذشته کاهش داده بود مجدداً افزایش دهد. این سازمان باور داشت٫ این تغییرات دارای اهمیت بالایی است٫ نه به دلیل دادن اعتبار به موضوع «ارجح نبودن حقوق نسبت به یکدیگر» بلکه به، دلیل افزایش بی‌اندازهٔ قدرت شرکت‌های بزرگ در دنیا و همچنین تضعیف بسیاری از کشورها به دلیل جهانی شدن.
پس از حملات ۱۱ سپتامبر٫ دبیرکل جدید سازمان عفو بین‌الملل در آن زمان، ایرنه خان گزارش داد که یکی از مسئولان ارشد دولت، به نمایندهٔ این سازمان اعلام کرده‌است که «نقش شما نیز با سقوط برج‌های دوقلو سقوط کرد». در سال‌های پس از حملات ۱۱ سپتامبر٫ عده‌ای بر این باور هستند که دستاوردهای این سازمان با این حملات از بین رفت. استدلال سازمان عفو بین‌الملل این‌گونه بود که حقوق بشر، اساس امنیت برای تمام افراد است نه آن‌که سدی باشد برای رسیدن به امنیت. انتقادات سختی از طرف حکومت جورج بوش و روزنامهٔ واشینگتن پست نسبت به ایرنه خان به‌دلیل تشبیه بازداشتگاه گوانتاناموی آمریکا در کوبا به اداره کل اردوگاه‌های کار و اصلاح در شوروی سابق وارد گردید.
در نیمهٔ نخست این دهه، این سازمان توجه خود را به خشونت علیه زنان٫ تسلط بر مبادلات اسلحه در جهان٫ نگرانی‌ها در زمینهٔ مؤثر بودن سازمان ملل متحد و خاتمه دادن به شکنجه در دنیا معطوف کرد. با داشتن نزدیک به ۲ میلیون عضو در سال ۲۰۰۵ این سازمان به فعالیت‌های خود در زمینه زندانیان عقیدتی ادامه می‌داد. در سال ۲۰۰۷ کمیتهٔ اجرایی این سازمان تصمیم به حمایت از مسئلهٔ سقط جنین زنان در مواردی که محدودیت‌هایی در بارداری زنان به‌دلیل تجاوز٫ خشونت و نزدیکی کردن با اقوام و در زمانی که بارداری برای زندگی زن خطر مرگ دارد را گرفت.
سازمان عفو بین‌الملل در ۱۷ مارس ۲۰۰۸ در مورد جنگ عراق گزارشی تهیه کرده و در آن اعلام کرد که با وجود ادعاهایی که در زمینهٔ ارتقاء امنیت در عراق می‌شود، وضعیت حقوق بشر در این کشور پس از شروع جنگ در سال ۲۰۰۳ فاجعه‌بار است. در سال ۲۰۰۸ این سازمان، کمپین جمع‌آوری کمک‌های مالی خود توسط تلفن همراه را که به حمایت‌کنندگان اجازه می‌داد کمک‌های کوچک ۵ دلاری خود را با فرستادن پیامک به شمارهٔ ۹۰۹۹۹ پرداخت کنند آغاز کرد. این کمپین با مشارکت شرکت Mgive و سازمان غیردولتی Mobile Giving Foundation (بنیاد کمک از طریق موبایل) به انجام رسید.
در سال ۲۰۰۹ عفو بین‌الملل٫ اسرائیل و گروه حماس در فلسطین را به انجام جنایت جنگی در طول جنگ غزه (۲۰۰۸–۲۰۰۹) که منجر به کشته شدن بیش از ۱٫۴۰۰ فلسطینی و ۱۳ اسرائیلی گردید متهم کرد. در گزارشی ۱۱۷ صفحه‌ای، عفو بین‌الملل اسرائیل را به‌دلیل کشتن صدها شهروند فلسطینی و تخریب هزاران خانه در فلسطین محکوم کرد. این سازمان همچنین شواهدی مربوط به استفاده از غیرنظامیان به‌عنوان سپر انسانی توسط نیروی‌های نظامی فلسطین جهت توقف حملات نیروهای اسرائیلی به‌دست‌آورد. هیئت حقیقت‌یاب سازمان ملل درباره مناقشه غزه نیز تحقیقاتی در این زمینه انجام داد و سازمان عفو بین‌الملل نیز اعلام کرد که نتایج این تحقیقات با تحقیقاتی که سازمان عفو بین‌الملل در محل انجام داده‌است کاملاً مطابقت داشته و در نتیجه از سازمان ملل متحد تقاضا کرد تا بی‌درنگ جهت ارائه توصیه‌های لازم در این زمینه اقدام نماید.

### دههٔ ۲۰۱۰
در فوریهٔ سال ۲۰۱۰ عفو بین‌الملل فعالیت گیتا سهگل٫ دبیر بخش جنسیت خود را به دلیل انتقاد از این سازمان جهت داشتن رابطه با معظم بگ٫ دبیر گروه حقوق بشری با نام زندانیان قفس (Cageprisoners) به تعلیق درآورد. «وی این رابطه را حالتی مشمئزکننده از یک اشتباه معرفی می‌کند» که باعث به خطر افتادن شهرت سازمان عفو بین‌الملل در زمینهٔ حقوق بشر می‌شود. وی در ادامه می‌گوید: «این اشتباه است که این سازمان با یکی از حمایت‌کنندگان اصلی طالبان در انگلستان همکاری کند». سازمان عفو بین‌الملل در جوابیهٔ خود خبر از عدم تعلیق سهگل به‌دلیل مطرح کردن این مسئله داد و گفت معظم بگ عقاید شخصی خود را بیان کرده و این عقاید ارتباطی به سازمان عفو بین‌الملل ندارد. از میان کسانی که در حمایت از سهگل سخنرانی کردند می‌توان از سلمان رشدی و نمایندگان پارلمان، دنیس مک شِین، جوان اِسمیت، کریستوفر هیچنز مارتین برایت، مٍلانی فیلیپس و نیک کوهن نام برد.
عفو بین‌الملل در فوریهٔ سال ۲۰۱۱ از مسئولان کشور سوئیس درخواست کرد که پس از سفر جرج دابلیو. بوش رئیس‌جمهور پیشین ایالات متحده به این کشور، تحقیقات جنایی را در مورد او انجام داده و او را دستگیر کند اما این سفر لغو شد.
در ژوئیهٔ سال ۲۰۱۱ این سازمان پنجاهمین سالگرد خود را با ساخت فیلمی کارتونی به کارگردانی کارلوس لاسکانو و به تهیه‌کنندگی اِِلین لوشن آرت استودیوی دریم و آهنگسازی برندهٔ جایزه اسکار، هانس زیمر و نامزد جایزهٔ اسکار لورنِ بالف جشن گرفت. این فیلم با مضمون این‌که مبارزه در راه حقوق بشر هنوز تمام نشده‌است ساخته شد.

## اتهام جانب‌داری سیستماتیک
در آوریل ۲۰۲۱ گاردین گزارش کرد که کارکنان عفو بین‌الملل دارای جانبداری سیستماتیک هستند و افراد بلندمرتبهٔ این سازمان، با ادبیاتی نژادپرستانه سخن می‌گویند.
گزارش داخلی دبیرکل این سازمان، که در اکتبر ۲۰۲۰ منتشر شد اما چاپ نگردید، دارای نمونه‌های متعددی از توهین‌های قومیتی، جانبداری سیستماتیک و اظهارنظرهای مشکل‌دار در مورد آداب مذهبی است.
کارکنان شعبهٔ لندن عفو بین‌الملل نیز ادعاهایی در خصوص تبعیض نژادی مطرح کرده‌اند.
این گزارش همچنین به توهین نژادی از طریق کاربرد واژهٔ کاکاسیاه اشاره دارد. مسئول شاخهٔ عفو بین‌الملل در شاخ آفریقا که مقر آن در لندن است در آوریل ۲۰۲۱ از اظهارنظر در این مورد خودداری کرد.